# Humedales de Hani
Los humedales de Hani son un área protegida que se encuentra en las montañas Changbai, en la provincia de Jilin, en el nordeste de China. Forman parte del Campo volcánico de Longgang y están formados principalmente por bosques y la capa de turba 
más gruesa del nordeste de China, de hasta 9,6 metros de espesor. Es uno de los depósitos de carbón más importantes de la región biogeográfica y ayuda a mantener el ciclo del carbón en la cuenca del río Hani. La capa de turba se desarrolló a lo largo del Holoceno con continuas y rápidas deposiciones de los residuos de la vegetación, dando lugar a un archivo de la evolución medioambiental del Holoceno.

## Sitio Ramsar
En 2018, se declara la zona sitio Ramsar número 2350 con una extensión de 35,7 km2 en las coordenadas 42°12′N 126°31′E. Las lluvias que caen se filtran por las fisuras del suelo hasta el pie de la montaña, dando lugar a la cabecera del río Hani, que desemboca en el río Hun, afluente a su vez del río Yalu. El sitio provee de agua dulce a la ciudad de Tonghua, en el condado de Liuhe.

## Reserva natural
La reserva de Hani es más extensa que el sitio Ramsar, posee 242,5 km2, de los cuales, el humedal ocupa 30,6 km2, con la mayor parte ocupada por un bosque pantanoso en el nordeste de la reserva. Los lagos ocupan 1,3 km2 y los pastizales 1,5 km2. El área de bosques es la mayor, con 192,3 km2. La comunidad vegetal puede dividirse en nueve tipos sucesivos.